# Hongkong na Letních olympijských hrách 2008
Hongkong se účastnil Letní olympiády 2008 v 11 sportech. Zastupovalo jej 34 sportovců.

## Atletika
Kin Yee Wan, Chun Ho Lai

## Badminton
Ng Wei, Yip Pui Yin, Wang Chen

## Cyklistika
Chan Chun Hing, Wu Kin San, Wong Kam-Po, Wong Wan Yiu

## Jezdectví
Kenneth Cheng, Patrick Lam, Samantha Lam, Jennifer Lee

## Šerm
Lau Kwok Kin, Yeung Chui Ling, Chow Tsz Ki

## Veslování
Law Hiu Fung, Chow Kwong Wing, So Sau Wah, Lee Ka Man

## Jachting
Chan King Yin, Chan Wai Kei

## Střelba
Wong Fai

## Plavání
Hoi Shun Stephanie Au, Yu Ning Chan, Hiu Wai Sherry Tsai, Hannah Jane Arnett Wilson

## Stolní tenis
Cheung Yuk, Ko Lai Chak, Li Ching, Lau Sui Fei, Lin Ling, Tie Ya Na

## Triatlon
Daniel Chi Wo Lee, Tania So Ning Mak